# Kiny Copinga

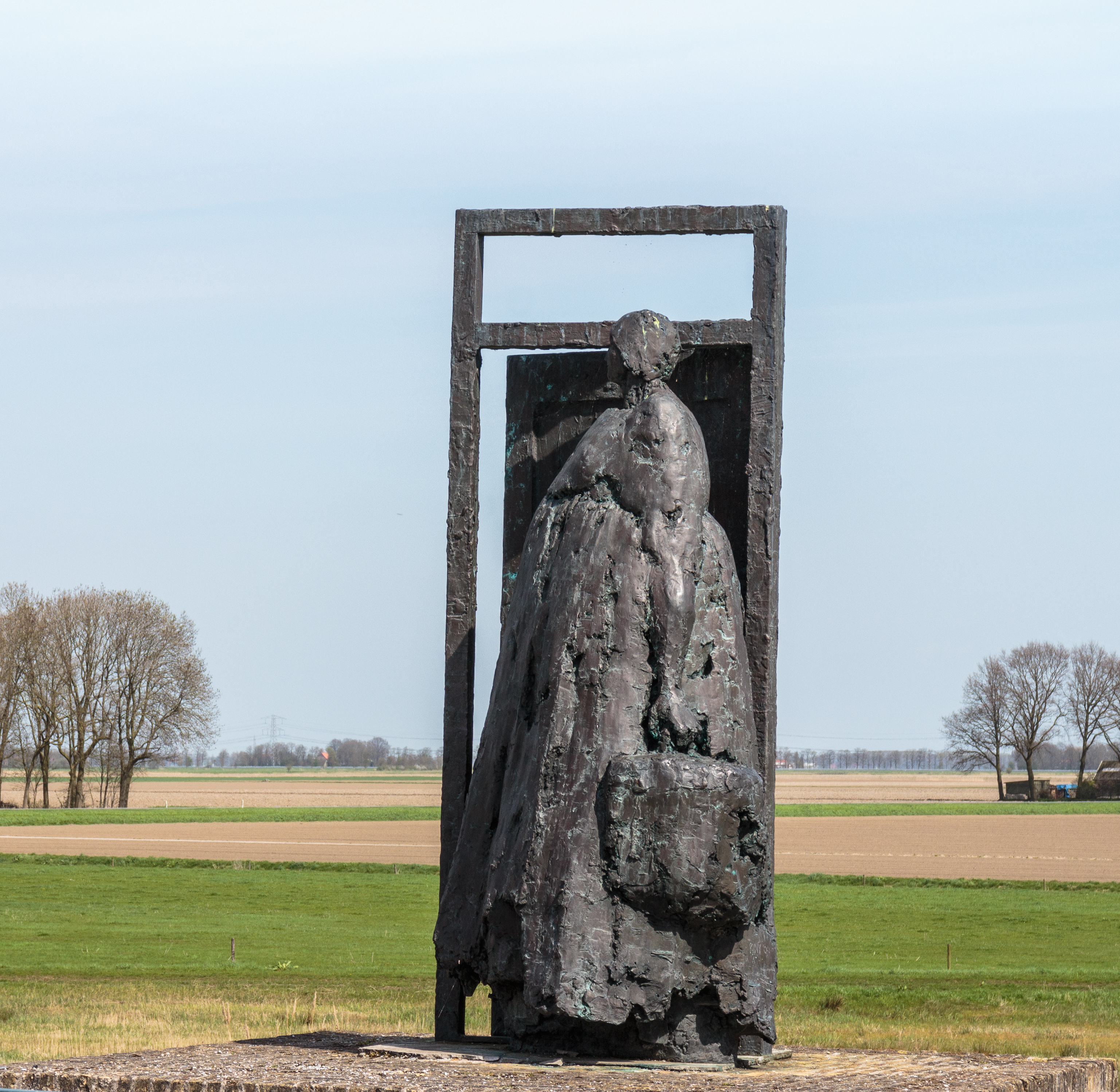
Geen weg terug, Schokland (2004)

Kiny Copinga, ook Kiny Copinga-Scholten, (Valthermond, 30 augustus 1943) is een Nederlandse beeldhouwer.

## Leven en werk
Copinga werd opgeleid aan de Academie voor Kunst en Industrie (AKI) in Enschede, als leerling van Jan van Eyl en Johan Haanstra. Haar beelden zijn zowel figuratief als abstract. Ze laat zich in haar werk inspireren door mens en dier, vaak vrouwenfiguren. In diverse plaatsen in Nederland bevinden zich werken van Copinga in de publieke ruimte.

## Werken in de openbare ruimte
- 1984 - Het nieuwe leven, Neede
- 1989 - Poaskearls, Ootmarsum
- 1989 - Landbouwbeeld, Hardenberg
- 1990 - Varkens, Ommen
- 1990 - Lute en Endrik, Steenwijk
- 1995 - Priesteres, Utrecht
- 1998 - Otto III, Ommen
- 1995 - Diana, godin van de jacht, Tollebeek (gestolen in 2013)
- 2000 - Kemphaan, Dalfsen
- 2002 - Vrouw in schijf, Staphorst
- 2004 - Geen weg terug, Schokland[4]
- 2007 - Zusters Franciscanessen, Haaksbergen

## Fotogalerij

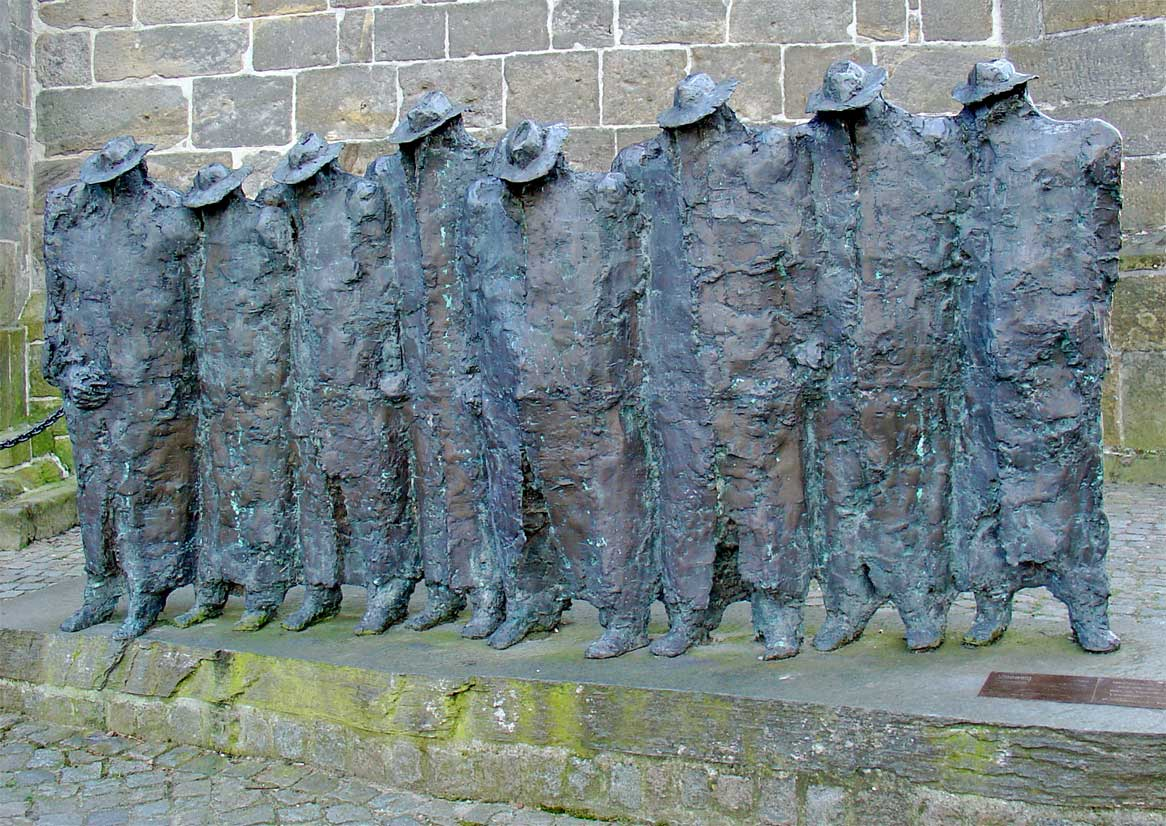
Poaskearls, Ootmarsum (1989)
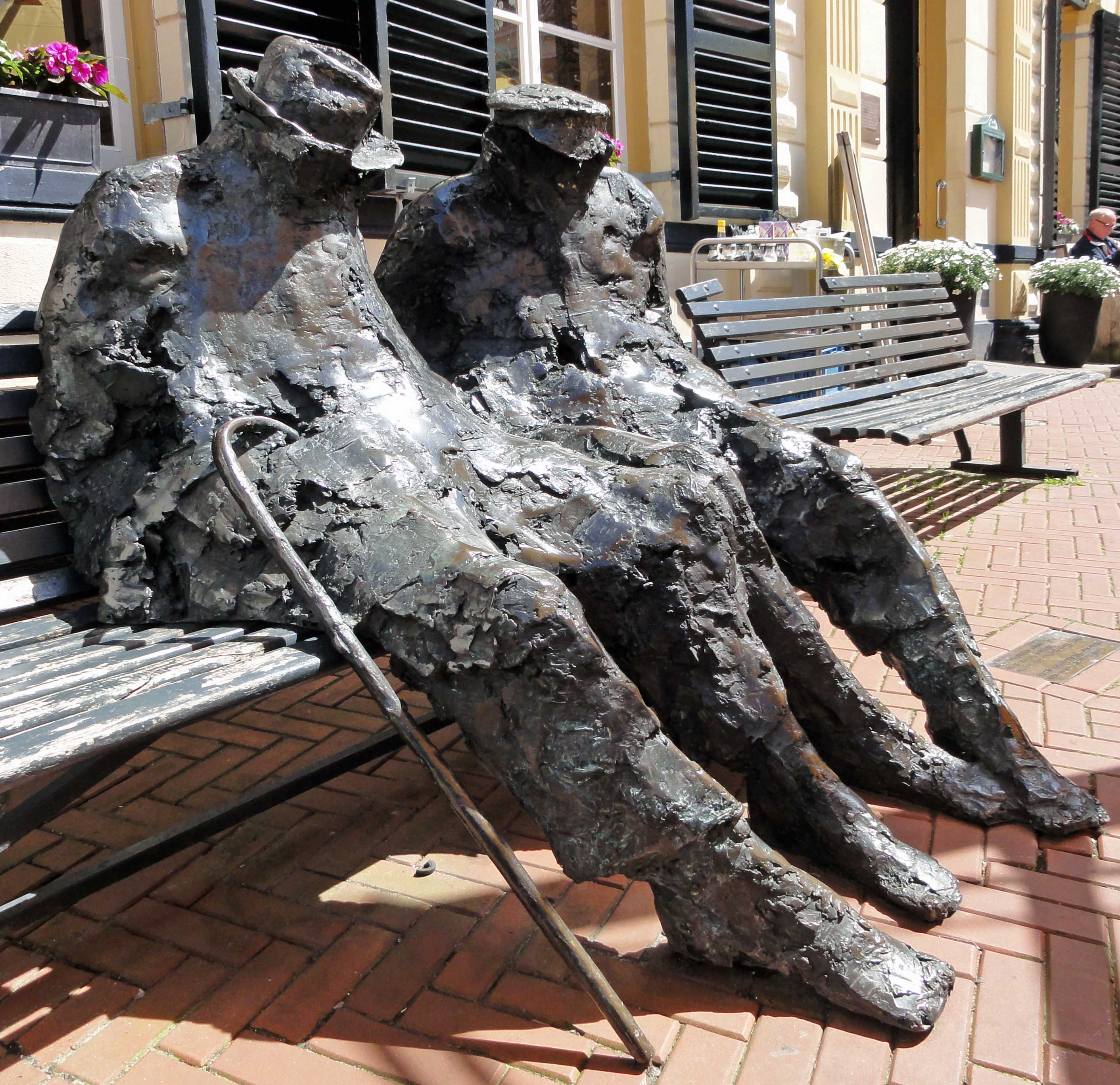
Lute en Endrik, Steenwijk (1990)
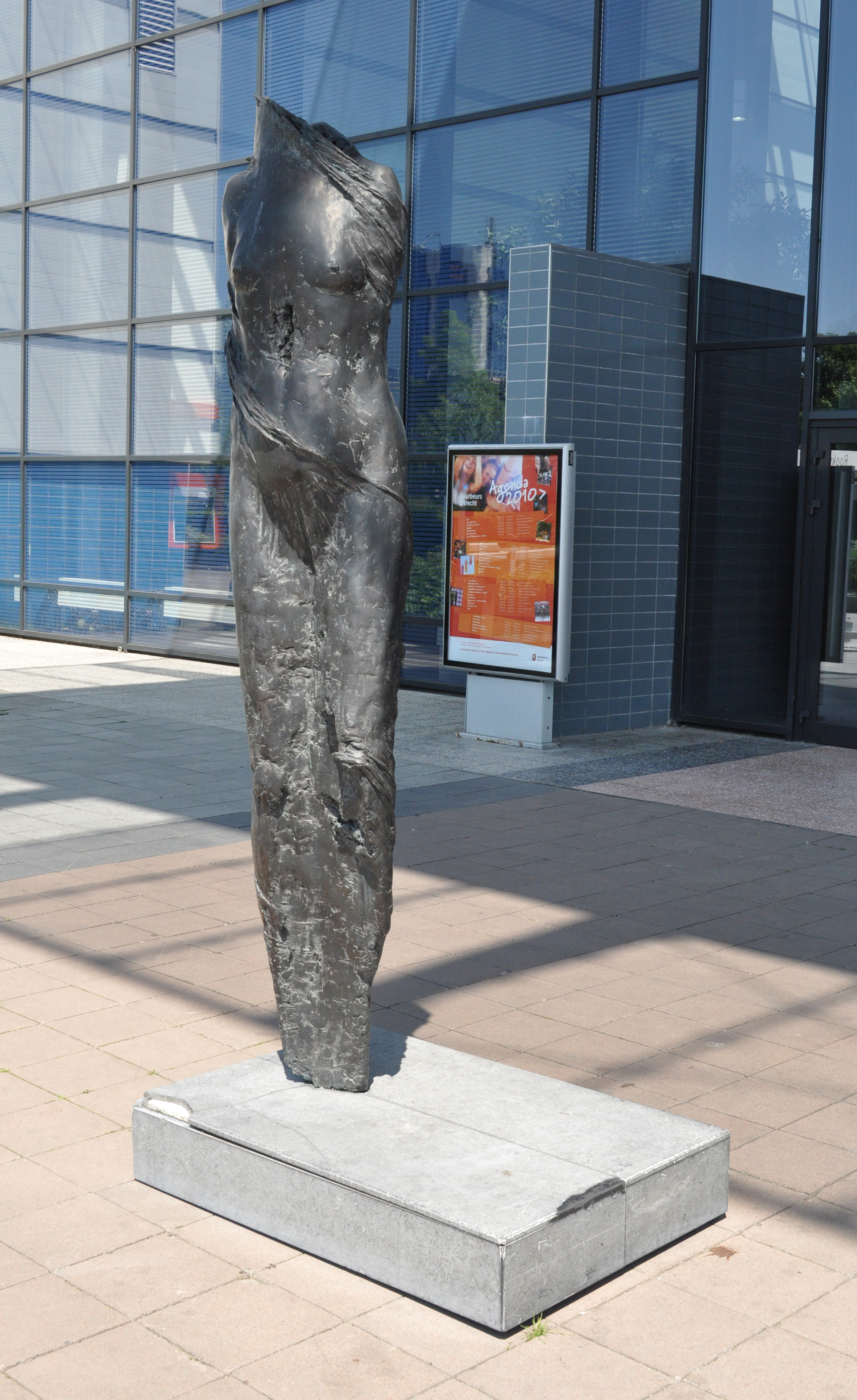
Priesteres, Utrecht (1995)

- RKD-Nederlands Instituut voor Kunstgeschiedenis: 18210